# Hinoa sasae
Hinoa sasae är en svampart som först beskrevs av Hara & I. Hino, och fick sitt nu gällande namn av Hara & I. Hino 1961. Hinoa sasae ingår i släktet Hinoa, divisionen sporsäcksvampar och riket svampar.   Inga underarter finns listade i Catalogue of Life.